# Patrick Wimmer
Patrick Wimmer (* 30. Mai 2001 in Tulln an der Donau) ist ein österreichischer Fußballspieler. Er steht beim VfL Wolfsburg unter Vertrag und spielt für die österreichische A-Nationalmannschaft.

## Karriere

### Vereine
Wimmer begann seine Karriere beim SC Sitzenberg/Reidling. Zur Saison 2015/16 wechselte er zur SG Waidhofen/Ybbs. Zur Saison 2017/18 wechselte er zum viertklassigen SV Gaflenz. Sein Debüt in der Landesliga gab er im August 2017, als er am zweiten Spieltag jener Saison gegen den SV Stripfing in der 70. Minute für Hannes Stangl eingewechselt wurde. Im April 2018 erzielte er bei einem 6:0-Sieg gegen den SC Zwettl seine ersten drei Tore in der vierthöchsten Spielklasse. In seiner ersten Saison bei Gaflenz kam er zu 15 Einsätzen, in denen er vier Tore erzielte.
In der Saison 2018/19 absolvierte er 28 Spiele in der Landesliga und erzielte dabei fünf Tore. Zur Saison 2019/20 wechselte er zur zweitklassigen Zweitmannschaft des Bundesligisten FK Austria Wien, bei dem er einen bis Juni 2021 laufenden Vertrag erhielt. Sein Debüt in der 2. Liga gab er im Juli 2019, als er am ersten Spieltag jener Saison gegen den SV Horn in der Startelf stand und in der 70. Minute durch Stefan Radulovic ersetzt wurde.
Im Dezember 2019 debütierte er bei seinem Kaderdebüt für die erste Mannschaft der Austria in der Bundesliga, als er am 17. Spieltag der Saison 2019/20 gegen den SK Rapid Wien in der 88. Minute für Dominik Fitz eingewechselt wurde. Für die Austria absolvierte Wimmer 47 Bundesligaspiele und erzielte dabei vier Tore.
Im August 2021 wechselte Wimmer in die deutsche Bundesliga zu Arminia Bielefeld und unterschrieb einen Vertrag über vier Jahre. Sein erstes Bundesligator gelang ihm am 28. August 2021 im Heimspiel gegen Eintracht Frankfurt mit dem Treffer zum 1:1-Endstand in der 86. Minute. Besondere Aufmerksamkeit erhielt seine Torvorlage zum 2:0 von Alessandro Schöpf bei Arminias Sieg im Auswärtsspiel der Fußball-Bundesliga im Jänner 2022 bei Eintracht Frankfurt, da Wimmer den Ball mit einer Rabona-Flanke in den Strafraum brachte. In der Saison 2021/22 kam er zu 31 Bundesligaeinsätzen für Bielefeld, in denen er drei Tore erzielte. Mit der Arminia stieg er zu Saisonende allerdings aus der Bundesliga ab.
Bereits vor dem Abstieg hatte er im April 2022 einen ab der Saison 2022/23 bis 2027 laufenden Vertrag beim vormaligen Ligakonkurrenten VfL Wolfsburg unterschrieben.

### Nationalmannschaft
Wimmer spielte im September 2019 gegen Lettland erstmals für die österreichische U19-Auswahl. Im November 2020 debütierte er gegen Andorra für die U21-Mannschaft. Für diese kam er insgesamt zu zehn Einsätzen.
Im Juni 2022 debütierte er in der UEFA Nations League gegen Dänemark in der A-Nationalmannschaft. Im Mai 2024 wurde er in den vorläufigen Kader Österreichs für die EM 2024 berufen. Im Mai 2024 wurde er in den vorläufigen Kader Österreichs für die EM 2024 berufen und schaffte es schlussendlich auch in den endgültigen Kader.